# David Sarnoff

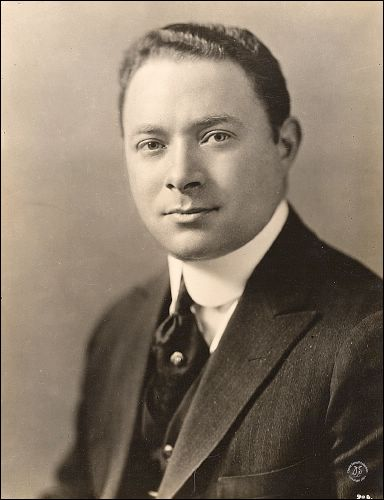
David Sarnoff (1922)

David Sarnoff (Uzlyany, 27 febbraio 1891 – New York, 12 dicembre 1971) è stato un imprenditore statunitense.

## Biografia
Nato a Uzlyany nei pressi di Minsk nell'allora Impero russo (odierna Bielorussia) da una famiglia di origine ebraica, sostenne di essere stato il primo a ricevere nel 1912 l'SOS del radiotelegrafo del Titanic, notizia poi smentita. In ogni caso assieme ad altre persone a New York si occupò nei tre giorni successivi al disastro di ricevere le notizie e i nomi dei dispersi e comunicarli al pubblico..
Fu dopo questa storica ricezione che, per propria iniziativa, diede vita ad un sistema di broadcasting, ovvero un sistema di radiocomunicazione con una stazione emittente e più stazioni riceventi. Fu inoltre il massimo dirigente della Radio Corporation of America (RCA), dalla fondazione della società nel 1919 fino al 1970, anno in cui si ritirò dall'attività.
Il 14 giugno 1921 fu iniziato in massoneria nella Loggia Strict Observance n. 94 di New York, nel 1955 ha ricevuto dalla Gran Loggia di New York la Distinguished Achievement Award Medal. Sarnoff fu l'ispiratore, insieme a Joseph P. Kennedy, della creazione della casa cinematografica RKO Radio Pictures, ottenuta attraverso la fusione di diverse società del settore controllate dalla RCA e da Joseph P. Kennedy. Fu fondatore della NBC e della TV in broadcasting dopo averne acquistato il brevetto di proprietà di Farnsworth. Nel 1946 è stato tra i rinnovatori dell'AFCEA.